# 甲烷水合物

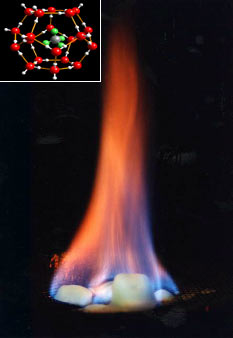
甲烷因加熱釋放而燃燒，水分溢出（美國地質調查所）。
嵌入圖：包合物結構© (Uni. Göttingen, GZG. Abt. Kristallographie).
來源：美國地質調查所

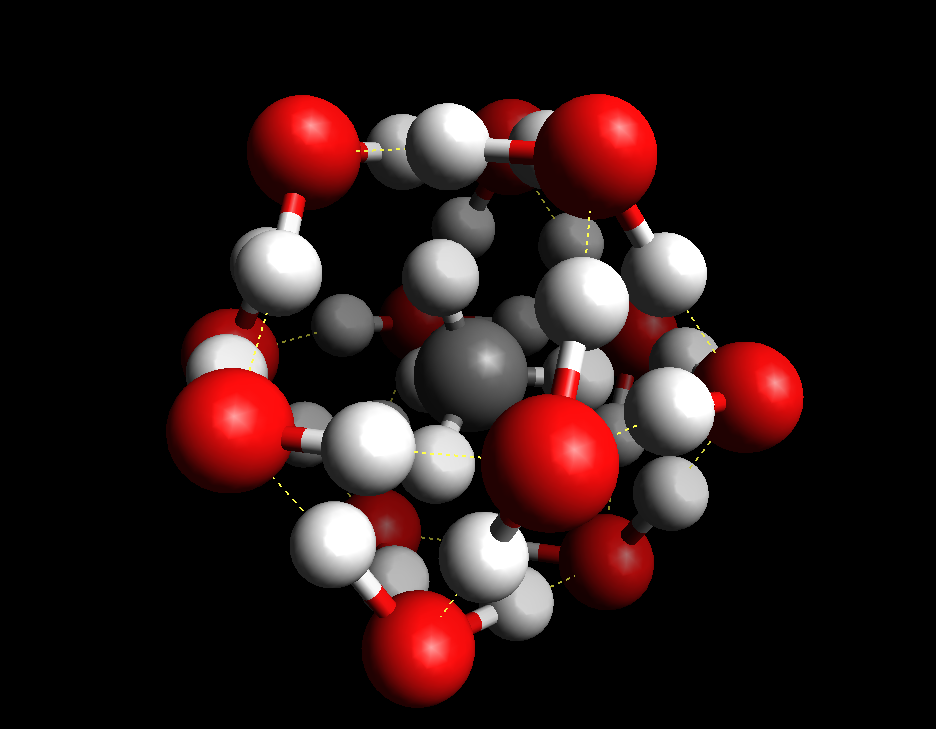
另一種甲烷氣水包合物結構:甲烷被十四面體（tetrakaidecahedral，24個水分子）的水籠結構。

甲烷氣水包合物（英語：methane clathrate），也稱作甲烷水合物、甲烷冰、天然气水合物或可燃冰，為固体形态的水於晶格（水合物）中包含大量的甲烷。最初人們認為只有在太陽系外圍那些低溫、常出現冰的區域才可能出現，但後來發現在地球上許多海洋洋底的沉積物底下，甚至地球大陆上也有可燃冰的存在，其蕴藏量也较为丰富。甲烷氣水包合物作为石油、天然氣的新时代替代能源而备受期待。
甲烷氣水包合物存在於低溫高壓的環境，在海洋淺水生態圈中是常見的成分，他們通常出現在深層的沉澱物結構中，或是在海床處露出。甲烷氣水包合物據推測是因地理斷層深處的氣體遷移，以及沉澱、結晶等作用，於上昇的氣體流與海洋深處的冷水接觸所形成。
在高壓下，甲烷氣水包合物在18°C的溫度下仍能維持穩定。一般的甲烷氣水化合物組成為1莫耳的甲烷及每5.75莫耳的水，然而這個比例取決於多少的甲烷分子「嵌入」水晶格各種不同的包覆結構中。據觀測的密度大約在0.9 g/cm³。一升的甲烷氣水包合物固體，在標準狀況下，平均包含168 升的甲烷氣體。
甲烷形成一種結構一型水合物，其每單位晶胞內有两個十二面體（20個端點因此有20個水分子）和六個十四面體（tetrakaidecahedral，24個水分子）的水籠結構。其水合值（hydratation value）20可由MAS NMR來求得。甲烷氣水包合物頻譜於275 K和3.1 MPa下記錄，顯示出每個籠形都反映出峰值，且氣態的甲烷也有個別的峰值。

## 天然存量

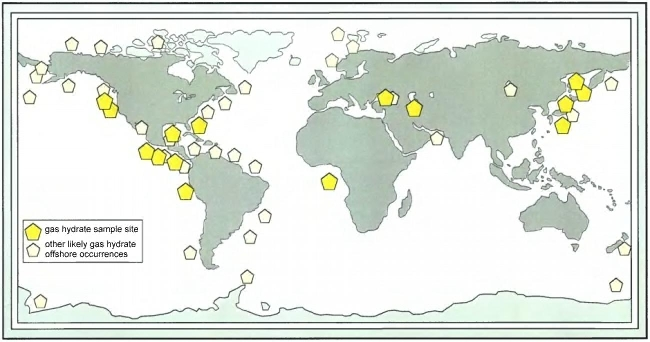
已確定與推測中可能有甲烷冰蘊藏的大陸棚海域。資料來源：USGS

甲烷氣水包合物受限於淺層的岩石圈內（即< 2000 m深）。此外，發現在一些必要條件下，唯獨在極地大陸的沉積岩，其表面溫度低於0 °C，或是在水深超過300 m，深層水溫大約2 °C的海洋沉積物底下。大陸區域的蘊藏量已確定位在西伯利亞和阿拉斯加800 m深的砂岩和泥岩床中。海生型態的礦床似乎分布於整個大陸棚（如圖），且可能出現於沉積物的底下或是沉積物與海水接觸的表面。他們甚至可能涵蓋更大量的氣態甲烷。
甲烷氣水包合物估計蘊藏量為天然氣的2~10倍，卻因为開採困難，目前尚無法商業化。

### 海洋生成（大陸邊緣深海區）
有兩種不同種類的海洋存量。最常見的絕大多數（> 99%）都是甲烷包覆於結構一型的包合物，而且一般都在沉澱物的深處才能發現。在此結構下，甲烷中的碳同位素較輕（δ13C < -60‰），因此指出其是微生物由CO2的氧化還原作用而來。這些位於深處礦床的包合物，一般認為應該是從微生物產生的甲烷環境中原處形成，因為這些包合物與四周溶解的甲烷其δ13C值是相似的。
這些礦床座落於中深度範圍的區域內，大約300-500 m厚的沉積物中（稱作氣水化合物穩定帶（Gas Hydrate Stability Zone）或GHSZ），且該處共存著溶於孔隙水的甲烷。在這區域之下，甲烷只會以溶解型態存在，並隨著沉積物表層的距離而濃度逐漸遞減。而在這之上，甲烷是氣態的。在大西洋大陸脊的布雷克海脊，GHSZ在190 m的深度開始延伸至450 m處，並於該點達到氣態的相平衡。測量結果指出，甲烷在GHSZ的體積佔了0-9%，而在氣態區域佔了大約12%的體積。
在接近沉積物表層所發現較少見的第二種結構中，某些樣本有較高比例的碳氫化合物長鏈（<99%甲烷）包含於結構二型的包合物中。其甲烷的碳同位素較重（δ13C為 -29至 -57 ‰），據推斷是由沉積物深處的有機物質，經熱分解後形成甲烷而往上遷移而成。此種類型的礦床在墨西哥灣和裏海等海域出現。
某些礦床具有介於微生物生成和熱生成類型的特性，因此預估會出現兩種混合的型態。
氣水化合物的甲烷主要由缺氧環境下有機物質的細菌分解。在沉積物最上方幾公分的有機物質會先被好氧細菌所分解，產生CO2，並從沉積物中釋放進水團中。在此區域的好氧細菌活動中，硫酸鹽會被轉變成硫化物。若沉澱率很低（< 1公分／千年）、有機碳成分很低（<1%），且含氧量充足時，好氧細菌會耗光所有沉積物中的有機物質。但該處的沉澱率和有機碳成分都很高，沉積物中的孔隙水僅在幾公分深的地方是缺氧態的，而甲烷會經由厭氧細菌產生。此類甲烷的生成是更為複雜的程序，需要各個種類的細菌活動、一個還原環境（Eh -350 to -450 mV），且環境pH值需介於6至8之間。在某些海域（例如墨西哥灣）包合物中的甲烷至少會有部份是由有機物質的熱分解所產生，但大多是從石油分解而成。包合物中的甲烷一般會具有細菌性的同位素特徵，以及很高的δ13C值（-40 to -100‰），平均大約是 -65 ‰。在固態包合物地帶的下方處，沉積物裡的大量甲烷可能以氣泡的方式釋放出來。
在給定的地點內判定該處是否含有包合物，大多可以透過觀測「海底仿擬反射」（Bottom Simulating Reflector，或稱BSR）分布，以震測反射（seismic reflection）的方式來掃描洋底沉積物與包合物穩定帶之間的介面處，因而可觀測出一般沉積物和那些蘊藏包合物沉積物之間的密度差異。

#### 蘊藏量
甲烷水合物蘊藏量，係指現地埋藏之天然水合物所含甲烷在標準溫壓下（0℃、1大氣壓）的總體積量，並採用體積法來估算調查區之天然氣水合物資源量 (Fujii et al., 2008) 。 
海洋生成的甲烷包合物，蘊藏量鮮為人知。自1960-70年代，水合物首次發現可能存在海洋中的那段時期，其預估的蘊藏量就每十年以數量級的概估速度遞減。曾經預估過的蘊藏量（高達3×1018 m³）是建構在假設包合物非常稠密地散佈在整片深海海床上。然而，隨著對包合物化學性質和沉積性質等進一步了解，發現水合物只會在某個狹窄範圍內（大陸棚）的深度下（Gas hydrate stability zone，天然氣水合物穩定區），以10到30%的機率形成，而且通常濃度不高（體積的0.9-1.5%）。最新的估計採用直接取樣的方式，指出全球含量介於1×1015和5×1015 m³之間，約為0.5至2.5兆噸的碳。這些碳少於所有礦物燃料預估所含的5兆噸碳，但整體上卻超過其他天然氣來源的預估0.23兆噸碳。在北極圈永凍地帶，其儲藏量預估可達約0.4兆噸碳，但在南極則未估出可能的蘊藏量。相較於大氣中的大約0.8兆噸碳，這些數字並不小。
當初人們（MacDonald, 1990 ; Kvenvolden, 1998）估計包合物約為10兆到11兆噸碳 （2×1016 m³），並欲以其為礦物燃料來源，但近代的估計結果，明顯少於此量。包合物藏量的縮減，並未排除其經濟採收的可能性，但縮減的整體含量和多數產地明顯過低的採集密度，的確指出僅限某些地區的包合物礦床才能提供經濟上的實質價值。
台灣的甲烷水合物調查，經過中央地質調查所、科技部能源國家型科技計畫持續長年努力，台灣科學家已透過地球物理、海底地形、海底噴氣、海床生物等各種跡象研判，台灣西南海域海床下蘊藏有豐富的天然氣水合物。若以西南海域整體評估，據擬海底反射資料計算，面積約為4,213-6,471平方公里，粗估為2.7兆立方公尺。其中，圈定12個主要探勘好景區，以體積法 ( Fujii et al., 2008 )及概率分布統計法估算，約為1,600億立方公尺的天然氣儲量。
2018年6月，台灣與法國的聯合探勘團隊，執行合作之國際航次「渴望」(EAGER)。透過法國籍Marion Dufresne (MD)研究船來台採樣，在台灣西南海域南永安海脊及好景海脊，海床下25公尺及15公尺處，採集到高純度的塊狀天然氣水合物。此為台灣首次鑽獲天然氣水合物固態冰晶實體，鑽獲的成果意義重大。
目前全球約有六十處地點發現，不過像台灣西南海域般大量蘊藏且出入便利的地點不多。研究資料指出，這種可替代能源約有六千億立方公尺蘊藏量，以台灣每年的天然氣消耗總量換算，預估至少可使用六十年，深具經濟價值。

### 大陸生成（永凍土）
在大陸岩石內的甲烷包合物會受限在深度800 m以下的砂岩或粉沙岩岩床中。採樣結果指出，這些包合物以熱力或微生物分解氣體的混合方式形成，其中較重的碳氫化合物之後才會選擇性地被分解。這類的型態存在於阿拉斯加和西伯利亞。

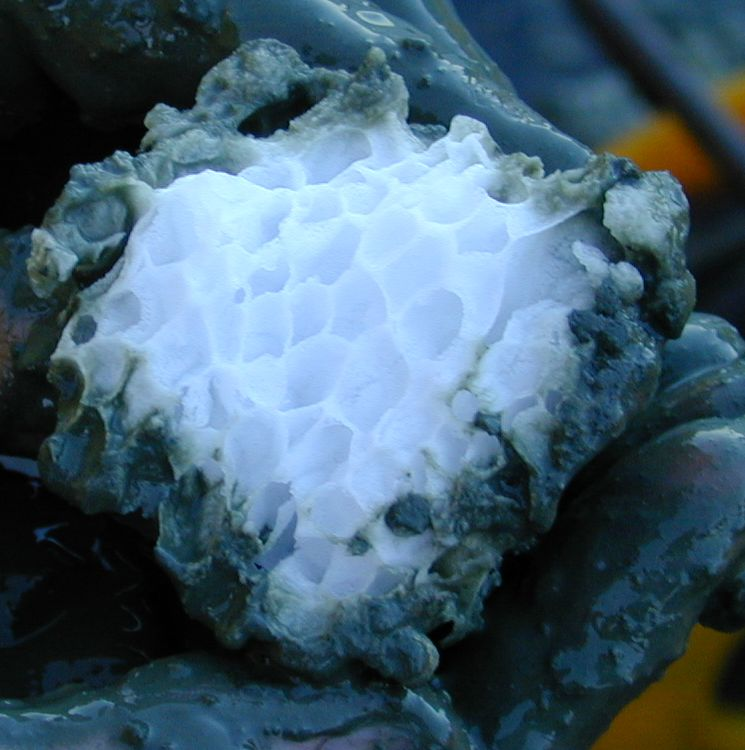
可燃冰

2008年，中国首次在陆域上发现可燃冰，使中国成为加拿大、美国之后，在陆域上通过国家计划钻探发现可燃冰的第三个国家。初略的估算，远景资源量至少有350亿吨油当量。

### 商業用途
沉澱物生成的甲烷水合物含量可能還包含了2至10倍的目前已知的傳統天然氣量，這代表它是未來很有潛力的重要礦物燃料來源。然而，在大多數的礦床地點很可能都過於分散而不利於經濟開採。另外面臨經濟開採的問題還有偵測可採行的儲藏區以及從水合物礦床開採甲烷氣體的技術開發。截至2010年代，世界上共有4个国家通过国家级研发计划采到可燃冰实物样品：美国、日本、印度及中国。
美国早在2000年便通过了《天然气水合物研究与开发法案》。此后美国能源部多次拨款支持天然气水合物研究。2016年9月，又宣布投入380万美元支持6个新的天然气水合物研究项目。2017年5月12日，美国能源部国家能源技术实验室宣布，正在同得克萨斯大学奥斯汀分校等机构合作，于2017年5月在墨西哥湾深水区开展海底天然气水合物开采研究，2017年5月11日已开始一次钻探。墨西哥湾是富有潜力的天然气水合物储藏区，可能包含约1010 m3的甲烷资源。
日本經濟產業省（METI）自2001年起推動三期共計18年的「國家型甲烷水合物開發計畫」（MH21），最终阶段为2016年至2018年，计划在该阶段实现海底天然气水合物的连续稳定且安全可控的开采。但2013年、2017年日本两次尝试均告失败。日本在2013年3月12日宣布成为首个掌握海底天然气水合物开采技术国家，但仅仅6天后即在3月18日宣布因海底砂流入开采井，导致生产设备故障而停止开采。2017年5月4日，日本经济产业省资源能源厅再度宣布成功开采海底天然气水合物，地点同样位于爱知县和三重县附近的太平洋近海，但连续采集12天后因为和第一次同样的出砂问题而中断，未能完成原计划连续三至四周稳定生产的目标。2017年6月，日本经济产业省公布了实现天然气水合物商业化的计划，表示因技术跟不上导致日本单独开发的计划面临困难，今后日本将与美国在阿拉斯加州开始陆上生产试验，还将探讨同印度联手进行海洋产出试验。
中国自1999年起实施海域天然气水合物资源调查。2007年6月12日，中国南海北部天然气水合物钻探航次结束，这是中国第一次开展天然气水合物钻探航次，中国科学家共在3个工作站位成功获得天然气水合物实物样品。2013年，中国在珠江口盆地东部海域发现超千亿方级天然气水合物矿藏。2015年在广东省珠海市东南320公里的南中国海北部神狐海域再次发现超千亿方级天然气水合物。2015年，中国利用自主研发的4500米级“海马”号无人遥控潜水器第一次在珠江口盆地西部海域发现天然气水合物活动的标志——活动“冷泉”，并成功获取天然气水合物样品。2017年3月28日，由中华人民共和国国土资源部、中国地质调查局组织实施，在中国广东省珠海市东南320公里的神狐海域，中国第一口海域天然气水合物试开采井开钻，5月10日点火成功，自水深1266米海底以下203至277米的天然气水合物矿藏开采出天然气。2017年5月18日，中华人民共和国国土资源部、中国地质调查局宣布，藍鯨1號在神狐海域水深1266米海底进行的中国首次试采海域天然气水合物成功，试采实现连续187小时稳定产气。2017年7月9日，此次天然气水合物试开采工程已经连续试开采60天，累计产气達30.9万立方米，取得了持续产气时间最长、产气总量最大、气流稳定、环境安全等多项成果，并创造了产气时长和产气总量的世界纪录，已全面完成预期目标，实施关井作业。这次试开采成功是中国第一次、也是世界第一次实现泥质粉砂型天然气水合物安全可控开采。7月11日，国际能源署执行干事法提赫·比罗尔赞扬中国作为能源研发领域领先国家，通过试采天然气水合物再次发挥领导力。

## 甲烷包合物與氣候變化
甲烷是一種很強的溫室氣體，儘管它在大氣中的生命週期大約12年，但20年後所產生全球暖化潛勢（Global Warming Potential; GWP）值可達62甚至100年後仍有21的數值（IPCC, 1996; Berner and Berner, 1996 vanLoon and Duffy, 2000）。在甲烷包合物礦床內，大量的天然氣從中瞬間釋放的現象，有科學家們假設這會導致像過去和未來可能發生的氣候變化。與此現象相關的事件有二疊紀-三疊紀滅絕事件（Permian-Triassic extinction event），以及古新世-始新世交替時期最大熱量（Paleocene-Eocene Thermal Maximum）。

## 甲烷產生過快加速全球暖化

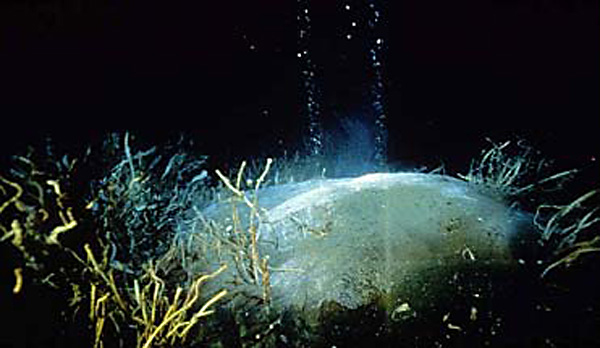
海底的可燃冰正在釋放氣體

甲烷是溫室氣體，對大氣的暖化威力比二氧化碳強23倍，在人類活動中會產生，尤其在畜牧業的生產過程中，會大量增加。甲烷同時是一種极易燃的氣體。全世界蘊藏著巨量的甲烷，其主要分佈在西伯利亞沼澤（約有近8百億噸）、南北極冰原（約蘊藏5千億噸）及海底中（約有2.5~10兆噸）。只要釋放十分之一，就可危害全人類及生物。自然界中常以甲烷水合物狀態存在於海洋淺水生態圈中。在海洋裡，以高壓及18 °C的溫度下，能維持穩定存在。
全球暖化，會促使南北極永凍土及北半球濕地中的甲烷大量溢出。挪威大氣研究所在北極齊柏林監測站獲得的初步數據表明，大氣中的甲烷含量繼2007年增加了0.6%之後，2008年再度增長0.6%。
西伯利亞或者加拿大等地的永久凍結帶一旦解凍，因甲烷本身就是溫室氣體，將促使全球暖化加速，造成惡性循環。科學家們發現，有數以百萬噸計的甲烷氣體，正從北極冰床底部及西伯利亞的永凍層中釋放到大氣中。
在6億3千5百萬年前，就是因為大量的甲烷從冰層和海洋釋放到大氣中，導致嚴重的暖化和物種滅絕 ，並造成超過10萬年的混亂氣候。

## 天然氣水合物（NGH）與液化天然氣（LNG）的運送方法
由於甲烷包合物比液化天然氣還能夠在較高的溫度下（−20 vs −162 °C）保持穩定，因此有些人想到，也許藉由航運船隻（專門運送的液態瓦斯運輸船）運送時，可以將天然氣轉換成包合物態而不是液態。而且依此方式，由天然氣製造天然氣水合物並不用像製造液態天然氣那樣需要在末端建置大型工廠。

## 延伸閱讀
- 未來能源發展
- 笼形水合物, a more general category, and associated problems and remedies in pipeline transport.（英文條目：氣體水合物，更普遍的分類，以及管線運輸時相關的問題和補償措施）
- 百慕達三角:甲烷水合物的礦床地帶可能會造成某些所謂的飛機船隻消失事件。

## 外部連結
- USGS Geological Research Activities with U.S. Minerals Management Service - Methane Gas Hydrates（页面存档备份，存于）
- Uni. Göttingen, GZG Abt. Kristallographie （页面存档备份，存于） -> Research ->Gashydrate（Clathrat-Hydrate）ENG
- IFM-GEOMAR, Kiel, DE （页面存档备份，存于）
- Methane Hydrates - discusses U.S. government funding of methane hydrates research
- A research and development project in Japan
- Centre for Gas Hydrate Research（页面存档备份，存于）
- All about Hydrates[]
- Sustainable energy - Carbon Neutral Methane Energy Production from Hydrate Deposits
- - Natural gas studies in Canada
- Pedchenko M.M. The formation of hydrates hydrocarbon gases – Poltava, 2014. – 182 p.（页面存档备份，存于） (Ukrainian)